# Kasama (Japonia)
Kasama (jap. 笠間市 Kasama-shi) – miasto w Japonii, w prefekturze Ibaraki, we wschodniej części wyspy Honsiu. Ma powierzchnię 240,40 km². W 2020 r. mieszkało w nim 73 241 osób, w 28 871 gospodarstwach domowych  (w 2010 r. 79 423 osoby, w 27 932 gospodarstwach domowych).

## Historia
Wraz z utworzeniem nowego systemu administracyjnego w 1889 roku na terenie powiatu Toyoda powstała miejscowość Kasama. 1 sierpnia 1958 roku Kasama zdobyła status miasta. 19 marca 2006 roku miasto powiększyło się o tereny miejscowości Tomobe i Iwama (z powiatu Nishiibaraki).

## Populacja
Zmiany w populacji terenu miasta w latach 1950–2020: